# 天卫二十五
天卫二十五，又名珀迪塔（Perdita, S/1986 U 10），是环绕天王星运行的一颗卫星。

## 概述
傳統上所有天王星的英語名字都是以威廉·莎士比亞或亞歷山大·蒲柏的作品中的人物的名稱來命名的，這個傳統是從約翰·赫歇爾開始的一直延用至今。天衛二十五的英語名珀迪塔是莎士比亞喜劇《冬天的故事》中主要角色西西里公主珀迪塔的名字。此外，珀迪塔在拉丁語中亦有遺失之意。